# Olga Orban-Szabo
Olga Orban-Szabo, eller Olga Szabó-Orbán, född 9 oktober 1938 i Cluj-Napoca, död 5 januari 2022 i Bârzava i länet Arad, var en rumänsk fäktare.
Hon tog OS-brons i damernas lagtävling i florett i samband med de olympiska fäktningstävlingarna 1972 i München.
Hon tillhörde den ungerska minoriteten i Transsylvanien.